# Циганков Василь Парфентійович
Василь Парфентійович Циганков (1881 — 26 червня 1920) — учасник севастопольського підпілля в роки Громадянської війни.

## Біографія
Народився в 1881 в Київській губернії в селянській родині. З 19 років часто виїжджав до Криму на заробітки. Після військової служби виїжджає з сім'єю до Севастополя, працює муляром в порту. В кінці 1917 року — один з організаторів Червоної Гвардії, брав участь у встановленні Радянської влади в Криму, активний учасник підпільного руху.
Арештований контрозвідкою білогвардійців. Страчений 26 червня 1920 року.

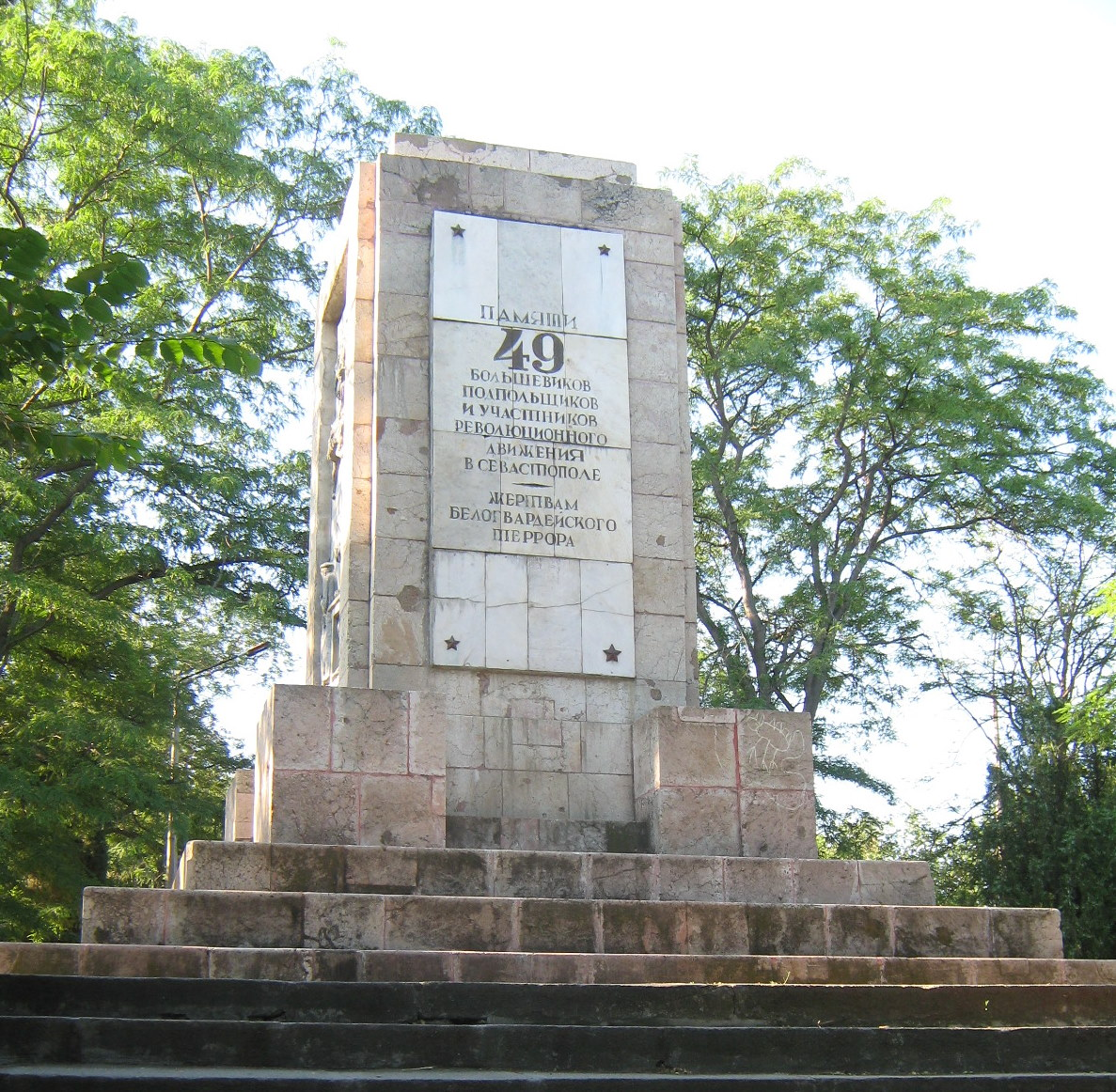
Пам'ятник 49 комунарам

Останки Василя Циганкова після Громадянської війни перезахоронені біля південних воріт на кладовищі Комунарів у Севастополі в братську могилу. В 1937 році на ній за проектом архітектора М. А. Садовського споруджено пам'ятник.

## Пам'ять
Іменем Василя Циганкова 11 січня 1939 року в Севастополі названа вулиця на Зеленій гірці в Нахімовському районі.